# El Palmar 1ra. Sección
El Palmar 1ra. Sección är en ort i Mexiko.   Den ligger i kommunen Palenque och delstaten Chiapas, i den sydöstra delen av landet, 700 km öster om huvudstaden Mexico City. El Palmar 1ra. Sección ligger 13 meter över havet och antalet invånare är 221.
Terrängen runt El Palmar 1ra. Sección är huvudsakligen platt, men åt sydost är den kuperad. Runt El Palmar 1ra. Sección är det ganska glesbefolkat, med 34 invånare per kvadratkilometer. Närmaste större samhälle är Buena Vista, 11,2 km väster om El Palmar 1ra. Sección. Trakten runt El Palmar 1ra. Sección består till största delen av jordbruksmark.